# Upper Rawcliffe-with-Tarnacre
Upper Rawcliffe-with-Tarnacre är en civil parish i Storbritannien.   Den ligger i grevskapet Lancashire och riksdelen England, i den centrala delen av landet, 300 km nordväst om huvudstaden London.